# Quần áo ở Ấn Độ
Quần áo ở Ấn Độ khác nhau tùy thuộc vào chủng tộc, địa lý, khí hậu và truyền thống văn hoá của người dân ở mỗi vùng của Ấn Độ. Về mặt lịch sử, quần áo nam và nữ đã phát triển từ những chiếc Langotas đơn giản, và vải nịt để trang trí cho cơ thể để trang trí trang phục không những được sử dụng hàng ngày mà còn trong các dịp lễ hội cũng như các nghi thức và các màn trình diễn khiêu vũ. Ở khu vực thành thị, quần áo phương Tây là phổ biến và thống nhất được mặc bởi những người thuộc mọi tầng lớp xã hội. Ấn Độ cũng có sự đa dạng về dệt, sợi, màu sắc và chất liệu quần áo. Các mã màu được theo sau trong quần áo dựa trên tôn giáo và nghi lễ có liên quan. Quần áo ở Ấn Độ cũng bao gồm nhiều loại thêu Ấn Độ.

## Lịch sử

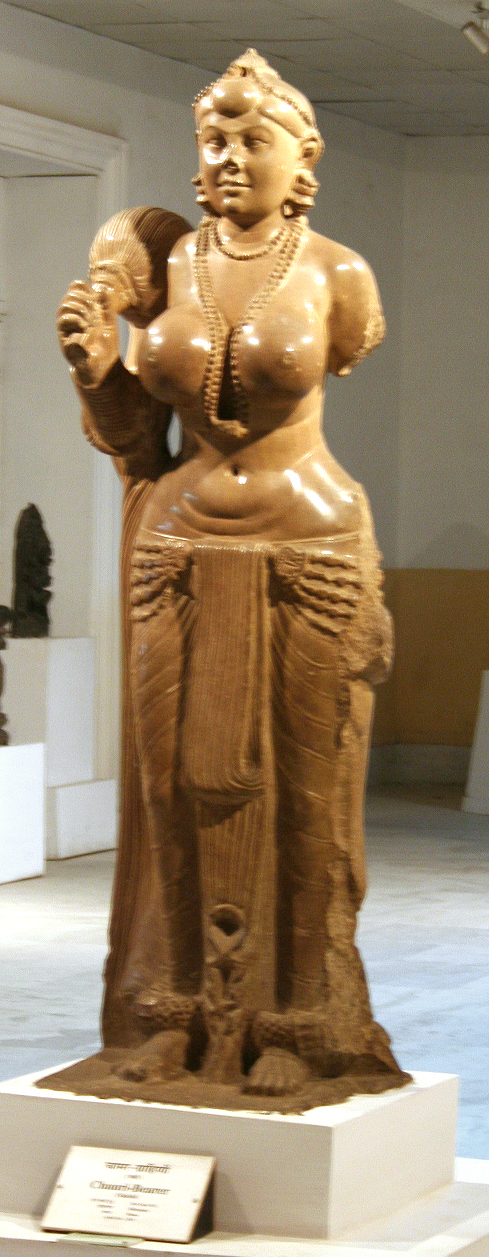
Didarganj Yakshi trình bày miếng quấn dhoti.

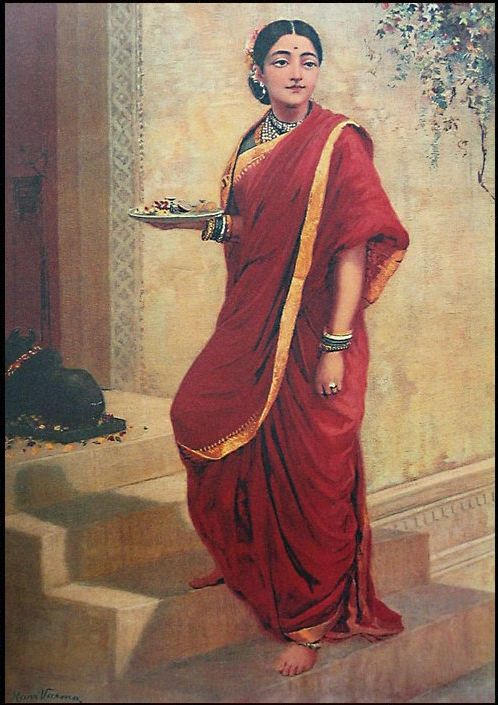
Thiếu nữ mặc saree, được vẽ bởi Raja Ravi Varma.

Lịch sử được ghi lại của Ấn Độ về quần áo bắt đầu từ thiên niên kỷ 5 trước Công nguyên ở nền văn minh Thung Lũng Indus nơi bông được kéo sợi, dệt và nhuộm. Kim cương và cọc gỗ đã được khai quật trong các cuộc khai quật tại khu vực. Ngành công nghiệp bông ở Ấn Độ cổ đại đã được phát triển tốt, và một số phương pháp tồn tại cho đến ngày nay. Herodotus, một nhà sử học Hy Lạp cổ đại mô tả bông Ấn Độ như là "một cái lông cừu vượt quá vẻ đẹp và sự tốt lành của cừu". Quần áo cotton Ấn Độ đã được thích nghi với mùa hè khô nóng của tiểu lục địa. Đại sử vĩ đại Mahabharata, được sáng tác vào khoảng năm 400 trước công nguyên, nói về vị thần Krishna đã dẹp bỏ sự lúng túng của Draupadi bằng cách ban cho cô ấy một saree bất tận. Hầu hết các kiến thức hiện tại về quần áo Ấn Độ cổ đại đều có từ các tác phẩm điêu khắc đá và tranh vẽ trong các hang động hang động như Ellora. Những hình ảnh này cho thấy các vũ công và nữ thần mặc những gì dường như là một chiếc dhoti, một người tiền nhiệm của sari hiện đại. Những nhà tù trên mặc quần áo đẹp và mặc đồ trang sức bằng vàng Các nền văn minh Indus cũng biết quá trình sản xuất lụa. Phân tích gần đây về sợi tơ Harappan trong hạt đã chỉ ra rằng lụa được tạo ra bởi quá trình quay cuồng, một quá trình chỉ biết đến Trung Quốc cho đến đầu thế kỷ sau CN.
Theo sử gia Hy Lạp Arrian:

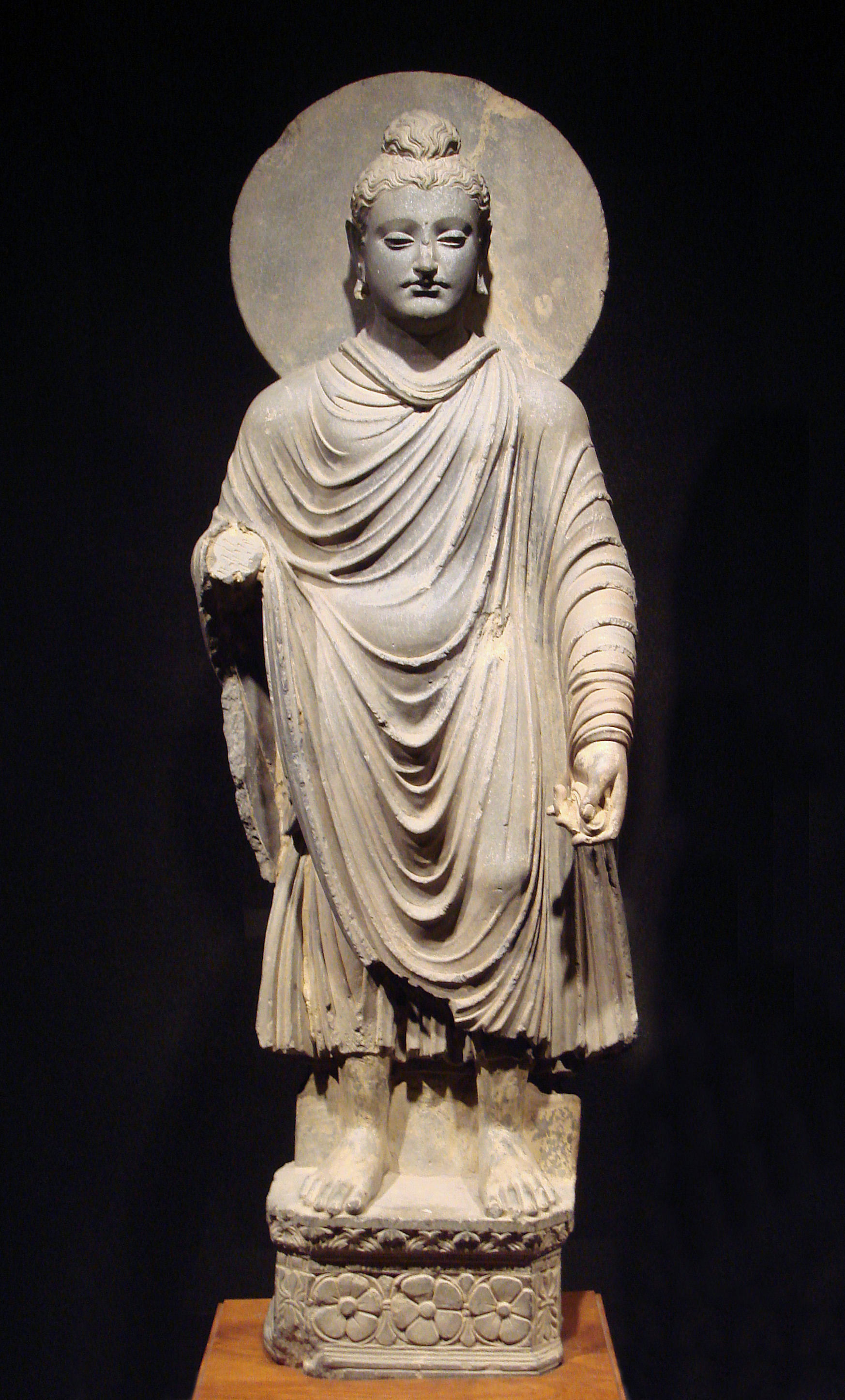
Đức Phật, theo phong cách Hy Lạp, Phật giáo, thế kỷ thứ 1-thế kỷ CE, Gandhara (Afghanistan hiện đại).

"Người Ấn Độ sử dụng vải lanh, như Nearchus nói, được làm từ cây lanh lấy từ cây cối, về cái mà tôi đã nói, và vải lanh này trắng hơn bất cứ loại lanh nào khác, hoặc người da đen làm cho lanh xuất hiện trắng hơn Họ có một bộ đồ lanh bằng vải lanh xuống dưới giữa đầu gối và mắt cá chân, và một bộ quần áo được ném một phần vào vai và một phần cuộn tròn quanh đầu. Người Ấn Độ rất khoan khoái mặc chiếc vòng bằng ngà, vì họ không tất cả đều mang chúng. Nearchus nói rằng người Ấn Độ nhuộm râu của họ nhiều màu sắc khác nhau, một số mà có thể xuất hiện trắng như thể trắng nhất, những người khác màu xanh đậm, những người khác có màu đỏ, những người khác tím, và những người khác màu xanh lá cây. Những người có thứ hạng đều có ô dù giữ họ mặc những chiếc giày da trắng, làm việc tỉ mỉ, đôi giày của họ có nhiều màu và cao, để chúng có thể cao hơn. "
Bằng chứng từ thế kỷ thứ nhất cho thấy một số giao lưu văn hoá với người Hy Lạp. Ảnh hưởng của Ấn Độ-Hy Lạp được nhìn thấy trong nghệ thuật Hy Lạp-Phật giáo thời đó. Chư Phật được miêu tả như là người Hy Lạp, là tiền thân của saṃghāti hiện đại, tạo thành một phần của Kasaya của các nhà sư Phật giáo. Trong thời kỳ của Maurya và Gupta, người ta tiếp tục mặc quần áo không liền trong ba bộ như trong thời Vedic. Các mặt hàng chính của quần áo là Antariya làm từ bông trắng hoặc vải bướm, buộc vào thắt lưng bằng cánh cửa gọi là Kayabandh và một chiếc khăn gọi là Uttariya dùng để treo lên phần trên cùng của cơ thể.
Các tuyến thương mại mới, cả trong nước và ngoài nước, đã tạo ra một cuộc trao đổi văn hoá với Trung Á và Châu Âu. Người Rôma mua chàm để nhuộm và vải bông như các mặt hàng quần áo. Thương mại với Trung Quốc thông qua con đường tơ lụa đã giới thiệu hàng dệt lụa vào Ấn Độ. Người Trung Quốc đã có một sự độc quyền trong thương mại lụa và giữ bí mật thương mại trong quá trình sản xuất. Tuy nhiên, độc quyền này đã kết thúc khi, theo truyền thuyết, một công chúa Trung Quốc đã buôn lậu dâu tằm và tằm trong bộ trang phục của cô khi cô được đưa đến kết hôn với vua Khotan (Tân Cương ngày nay). Từ đó, sản xuất lụa lan rộng khắp châu Á, và đến năm 140, thực tiễn đã được thiết lập ở Ấn Độ. Công luận của Chanakya về hành chính công, Arthashastra được viết vào khoảng thế kỷ thứ 3 trước công nguyên, mô tả ngắn gọn các quy tắc theo sau trong việc dệt tơ tằm.

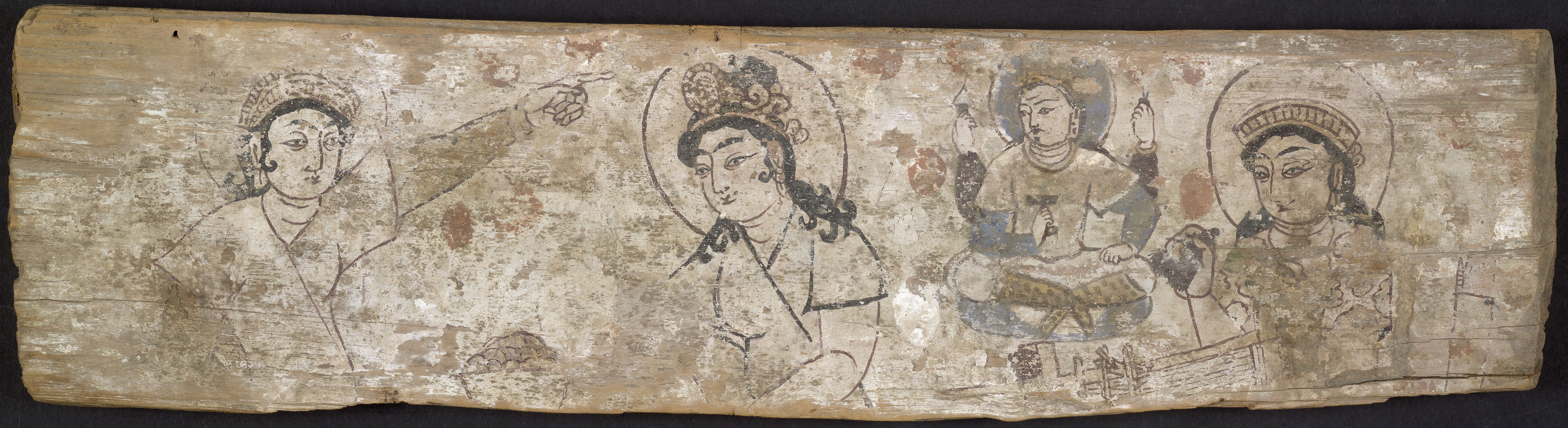

Một loạt các kỹ thuật dệt được sử dụng ở Ấn Độ cổ đại, nhiều trong số đó tồn tại cho đến ngày nay. Tơ tằm và bông được dệt thành nhiều mẫu mã và họa tiết khác nhau, mỗi khu vực phát triển phong cách riêng biệt và kỹ thuật của nó. Nổi tiếng trong số các kiểu dệt này là Jamdani, Kasika vastra của Varanasi, butidar và saric Ilkal. Tơ lụa được dệt bằng chỉ vàng và bạc và bị ảnh hưởng sâu sắc bởi thiết kế của Ba Tư. Người Mughal đóng một vai trò quan trọng trong việc nâng cao nghệ thuật, và Paisley và Latifa Buti là những ví dụ điển hình về ảnh hưởng của Mughal
Việc nhuộm quần áo ở Ấn Độ cổ đại được thực hiện dưới hình thức nghệ thuật. Năm màu chính (Suddha-varnas) đã được xác định và màu sắc phức tạp (Misra - varnas) được phân loại theo nhiều sắc thái của chúng. Độ nhạy đã được hiển thị với hầu hết các sắc thái; Luận văn cổ đại, Vishnudharmottara cho biết năm tông màu trắng, cụ thể là trắng ngà, trắng hoa lài, trắng như trăng tháng 8, trắng như đám mây tháng 8 sau khi mưa và vỏ ốc xà cừ. Các thuốc nhuộm thường được sử dụng là màu chàm (Nila), màu đỏ đậm và cây rum. Kỹ thuật nhuộm màu mỡ đã phổ biến ở Ấn Độ từ thiên niên kỷ thứ hai trước Công nguyên. Chống lại nhuộm và các kỹ thuật Kalamkari rất phổ biến và hàng dệt may là mặt hàng xuất khẩu chính.
Cùng với lịch sử của quần áo Ấn Độ là khăn choàng Kashmiri. Kashmiri khăn choàng bao gồm Shahtoosh, phổ biến được gọi là 'khăn choàng voan' và khăn choàng len pashmina, theo lịch sử gọi là pashm. Dệt len tìm thấy đề cập đến từ lâu như thời Vedic với Kashmir; các Rig Veda đề cập đến Thung lũng Sindh như là dồi dào trong cừu, và thần Pushan đã được giải quyết như là 'thợ dệt may', mà đã tiến hóa thành từ pashm cho len của khu vực. Những tấm khăn choàng bằng len đã được đề cập trong các văn bản của Afghanistan vào thế kỷ thứ 3 trước Công nguyên, nhưng tham chiếu đến công trình Kashmir được thực hiện vào thế kỷ 16 trước Công nguyên. Quốc vương của Kashmir, Zain-ul-Abidin thường được cho là có sự sáng lập của ngành công nghiệp này. Một câu chuyện kể rằng Hoàng đế La Mã Aurelian đã nhận được một chiếc áo tím màu tím từ một vị vua Ba Tư, được làm bằng len châu Á với chất lượng tốt nhất. Các khăn choàng được nhuộm đỏ hoặc tím, thuốc nhuộm màu đỏ thu được từ côn trùng đồng và tím thu được bởi một hỗn hợp của màu đỏ và xanh dương từ chàm Các khăn choàng kashmiri có giá trị nhất là Jamavar và Kanika Jamavar, dệt bằng cách sử dụng các sợi dệt với sợi màu gọi là kani và khăn choàng duy nhất mất hơn một năm để hoàn thành và yêu cầu 100 đến 1500 kanis tùy thuộc vào mức độ xây dựng.
Hàng dệt Ấn Độ được buôn bán từ thời cổ đại với Trung Quốc, Đông Nam Á và Đế quốc La Mã. Periplus của Erythraean Sea đề cập đến vải bụt, vải sa và bông thô. Các thị trấn cảng như Masulipatnam và Barygaza đã giành được danh tiếng về sản xuất vải sa và vải mịn. Thương mại với người Ả rập, những người trung gian trong thương mại gia vị giữa Ấn Độ và châu Âu, đã đưa các hàng dệt Ấn Độ vào châu Âu, nơi mà hoàng gia này được hoàng gia ưa thích trong thế kỷ 17-18. Các công ty Ấn Độ, Hà Lan, Pháp và Anh đã cạnh tranh giành độc quyền thương mại gia vị ở Ấn Độ Dương, nhưng đã đặt ra vấn đề thanh toán các loại gia vị, có trong vàng hoặc bạc. Để chống lại vấn đề này, thỏi vàng được gửi đến Ấn Độ để kinh doanh hàng dệt may, một phần lớn sau đó đã được buôn bán cho các gia vị khác ở các điểm thương mại khác, sau đó được buôn bán cùng với hàng dệt còn lại ở London. In hoa Ấn Độ, vải bông nhiều màu, vải sa và lụa lụa ngập thị trường Anh và trong thời gian thiết kế đã được sao chép vào các ấn bản in của các nhà sản xuất dệt Anh, giảm sự phụ thuộc vào Ấn Độ.
Chế độ cai trị của người Anh ở Ấn Độ và cuộc đàn áp tiếp theo sau Phần Phân vùng Bengal đã làm dấy lên một phong trào Swadeshi toàn quốc. Một trong những mục tiêu không thể tách rời của phong trào này là đạt được sự tự cung tự cấp và quảng bá hàng hoá của Ấn Độ trong khi tẩy chay các hàng hoá của Anh trên thị trường. Điều này đã được lý tưởng hóa trong sản xuất của Khadi. Khadi và các sản phẩm của nó đã được khuyến khích bởi các nhà lãnh đạo quốc gia về hàng hoá của Anh, đồng thời được xem như một phương tiện để trao quyền cho các nghệ nhân nông thôn.

## Quần áo phụ nữ

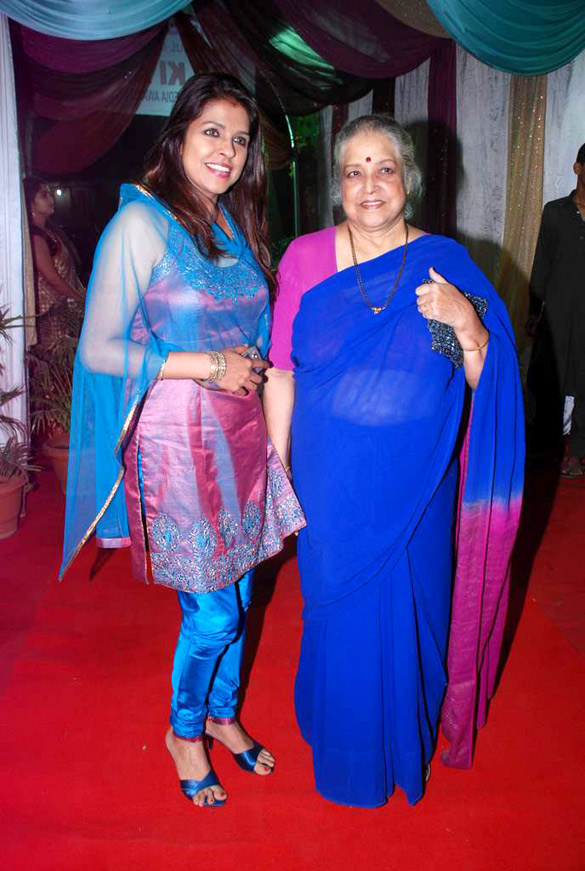
Trang phục Ấn - Tây được dựa trên salwar kameez, được mặc bởi Bhavana Balsavar, và saree và choli truyền thống, được mặc bởi Shubha Khote (2012)

Ở Ấn Độ, quần áo của phụ nữ rất khác nhau và gắn liền với văn hóa, tôn giáo và khí hậu địa phương.
Quần áo truyền thống của Ấn Độ cho phụ nữ ở phía bắc và phía đông là saris đeo với áo choli; một chiếc váy dài được gọi là lehenga hoặc pavada đeo cùng với khăn choàng choli và một chiếc khăn dupatta để tạo ra một bộ quần áo được gọi là gagra choli; hoặc salwar kameez phù hợp, trong khi nhiều phụ nữ Nam Ấn Độ theo truyền thống mặc sari và trẻ em mặc pattu vần. Saris được làm từ lụa được coi là thanh lịch nhất. Mumbai, trước đây gọi là Bombay, là một trong những thủ đô thời trang của Ấn Độ. Ở nhiều vùng nông thôn của Ấn Độ, quần áo truyền thống đã bị mòn. Phụ nữ mặc quần áo sari, một miếng vải đầy màu sắc, được trang trí trên một chiếc áo đơn giản hoặc lạ mắt. Những cô gái nhỏ mặc một pavada. Cả hai đều được làm mẫu. Bindi là một phần của trang điểm cho phụ nữ. Quần áo kiểu phương Đông là sự kết hợp giữa thời trang phương Tây và Subcontinental. Các trang phục khác bao gồm churidar, gamucha, kurti và kurta, và sherwani.
Phong cách truyền thống của quần áo ở Ấn Độ thay đổi theo sự phân biệt nam hay nữ. Điều này vẫn tiếp diễn ở khu vực nông thôn, mặc dù đang thay đổi ở khu vực thành thị. Các cô gái trước khi tuổi dậy thì mặc một chiếc váy dài (được gọi là langa / paawada ở Andhra) và áo ngắn, được gọi là choli, ở trên nó.

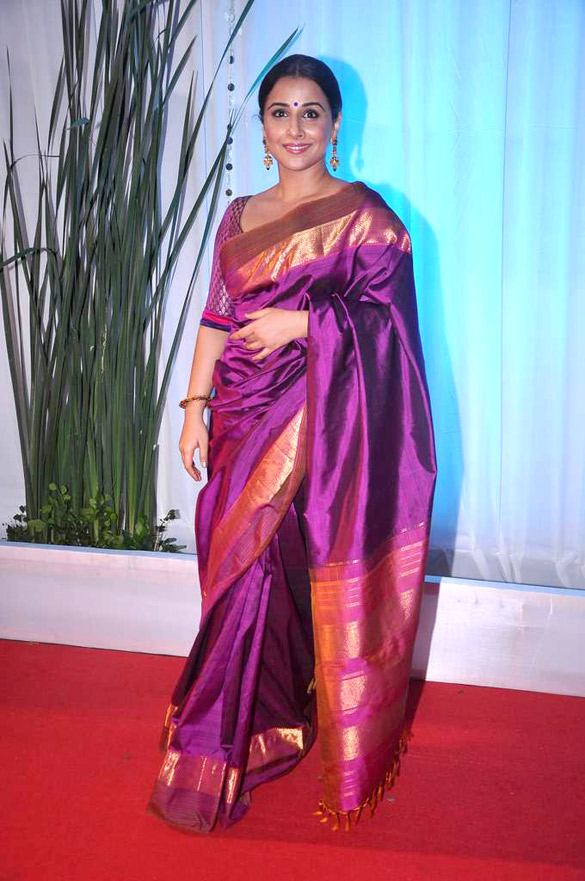
Sari vải tím được mặc bởi Vidya Balan

#### Sari và quần áo bọc
Saree hoặc Sari là một bộ quần áo phụ nữ ở Tiểu Lục địa Ấn Độ. Một chiếc sari là một dải vải không bị đan xen, dài từ bốn đến chín mét, được trải trên cơ thể theo nhiều cách khác nhau. Chúng bao gồm: Sambalpuri Saree từ Đông, lụa Mysore và Ilkal của Karnataka và Kanchipuram của Tamil Nadu từ Nam, Paithani từ Tây và Banarasi từ Bắc. Phong cách phổ biến nhất là sari được quấn quanh thắt lưng, với một đầu sau đó lật qua vai ngang lưng. Sari thường đeo trên váy lót. Áo phông có thể là "lưng trần" hoặc kiểu thắt lưng. Chúng thường trang trí hơn với rất nhiều đồ trang trí như gương hoặc thêu và có thể được mặc vào những dịp đặc biệt. Phụ nữ trong các lực lượng vũ trang, khi mặc đồng phục sari, mặc một chiếc áo sơ mi nửa tay được giấu ở thắt lưng. Các cô gái tuổi teen mặc một nửa sarees, một bộ ba mảnh bao gồm một vương miện, một choli và một cái trộm quấn quanh nó như saree. Phụ nữ thường mặc bộ sarees đầy đủ. Đám cưới của người Ấn Độ thường có màu đỏ hoặc hồng, một truyền thống đi ngược lại lịch sử cận kề của Ấn Độ.
Saris thường được biết đến với tên khác nhau ở những nơi khác nhau. Tại Kerala, sari trắng với đường viền bằng vàng, được gọi là kavanis và được mặc trong những dịp đặc biệt. Một loại sari trắng đơn giản, mặc hàng ngày, được gọi là mundu. Saris được gọi là pudavai ở Tamil Nadu. Ở Karnataka, saris được gọi là Seere. Việc sản xuất sarees sôcanh truyền thống rất quan trọng đối với sự phát triển kinh tế ở các cộng đồng nông thôn.
Mundum Neriyathum

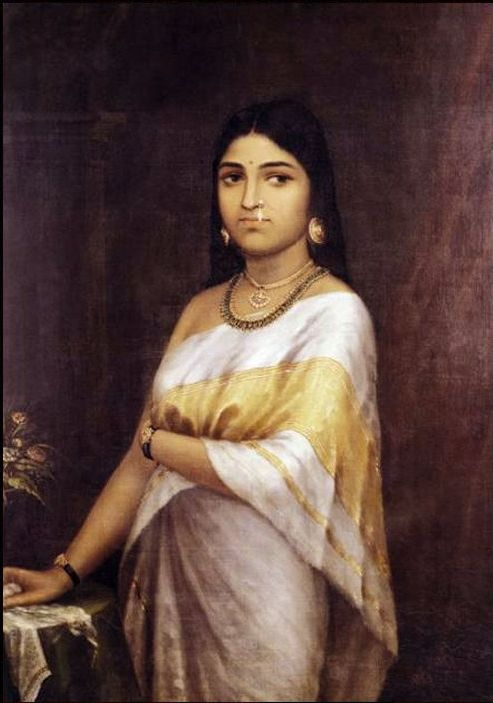
Người phụ KerKerralan mặc một Mundum Neriyathum. Được vẽ bởi Raja Ravi Varma khoảng 1900.

Mundum Neriyathum là phần còn lại lâu đời nhất của hình thức cổ xưa của saree mà chỉ bao phủ phần dưới của cơ thể, một bộ trang phục truyền thống của phụ nữ ở Kerala, Nam Ấn Độ. Phần cơ bản truyền thống là quần áo mundu hoặc thấp hơn, là hình thức cổ của saree được biểu thị bằng chữ Malayalam như 'Thuni' (nghĩa là vải), trong khi đó neriyathu tạo thành lớp may mặc trên của mundu.

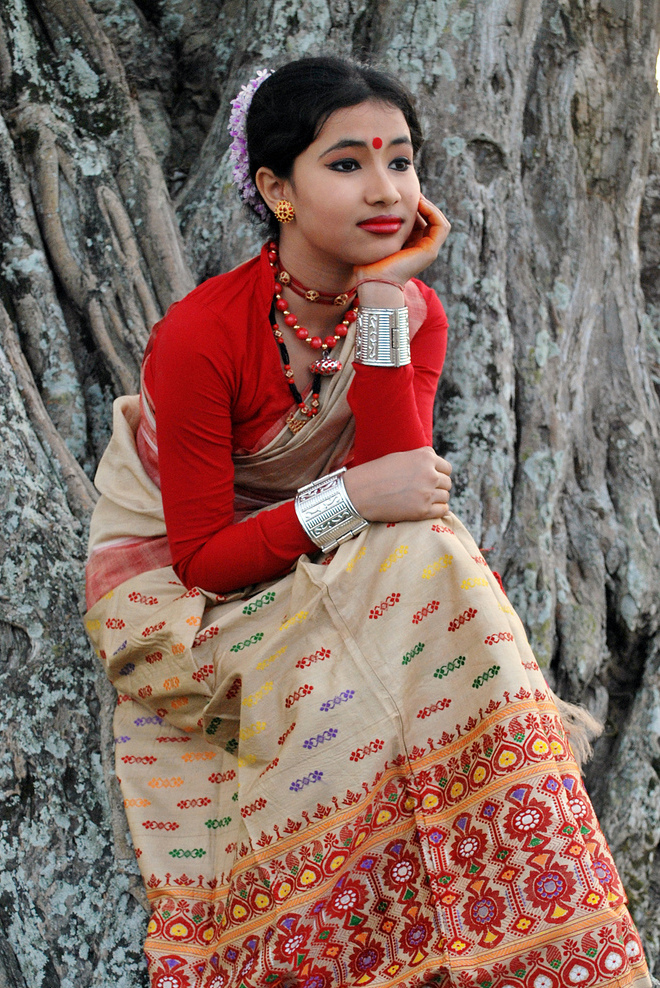
Một cô gái Assam đang mặc mekhela sador năm 2010.

Mekhela Sador (Assamese: মেখেলা চাদৰ) là trang phục truyền thống Assam mặc của phụ nữ. Nó được mặc bởi phụ nữ ở mọi lứa tuổi.
Có ba phần chính của vải được quấn xung quanh cơ thể.
Phần dưới cùng, được khoác từ thắt lưng xuống dưới được gọi là Mekhela (Assamese: মেখেলা). Nó có dạng xi lanh bằng vải xi măng rộng - được gấp lại thành nếp gấp để vừa với thắt lưng và nhét vào. Các nếp gấp ở bên phải, trái ngược với nếp gấp theo phong cách Nivi của saree, được gấp lại sang trái. Strings không bao giờ được sử dụng để cân bằng tỉ số mekhela xung quanh thắt lưng, mặc dù một áo đầm lót với một chuỗi thường được sử dụng.
Phần trên cùng của trang phục ba mảnh, được gọi là Sador (Assamese: চাদৰ), là một miếng vải dài có một đầu nhen vào phần trên của Mekhela và phần còn lại phủ lên và quanh phần còn lại của cơ thể. Sador được nếp gấp hình tam giác. Một áo được trang bị được đeo để che ngực.
Phần thứ ba được gọi là Riha, được mặc bên dưới chiếc Sador. Chiều rộng hẹp. Trang phục truyền thống của phụ nữ Assamese rất nổi tiếng với những mẫu độc đáo trên thân thể và đường viền. Phụ nữ mặc chúng trong những dịp lễ cưới và nghi lễ quan trọng. Riha được mặc giống như một Sador và được sử dụng như Orni.

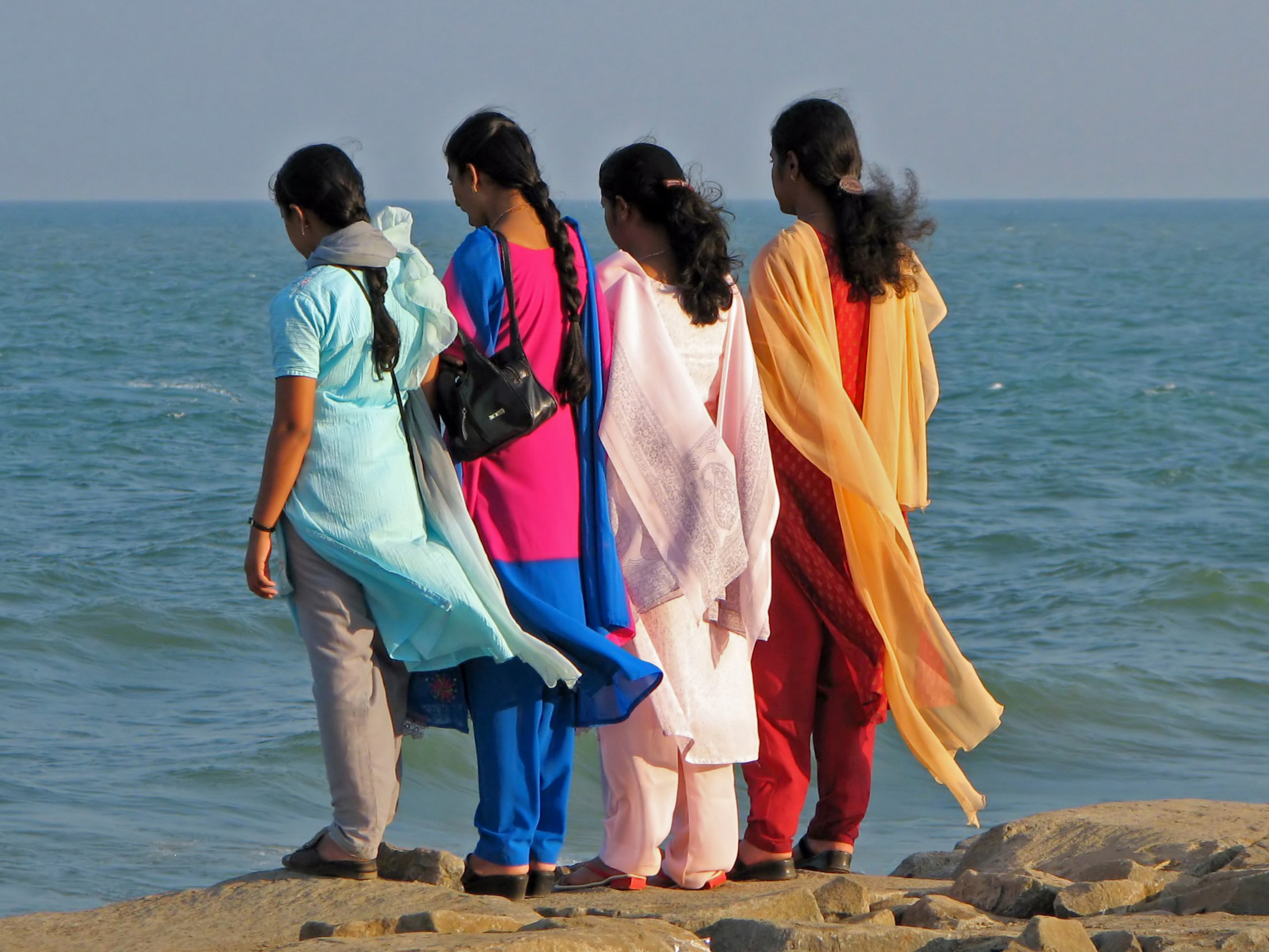
Bốn người phụ nữ mặc salwar kameez ở Puducherry năm 2006.

#### Salwar Kameez
Kameez là một mô tả chung của quần áo thấp kết hợp kameez Punjabi, Sindhi suthan, Dogri pajamma (còn gọi là suthan) và suthan Kashmir.
Các kameez salwar là mặc truyền thống của phụ nữ ở Punjab, Haryana và Himachal Pradesh và được gọi là bộ đồ Punjabi phổ biến nhất ở phía tây bắc của Ấn Độ (khu vực Punjab). Bộ trang phục Punjabi cũng bao gồm bộ quần áo "churidaar" và "kurta" cũng phổ biến ở miền Nam Ấn Độ, nơi nó được gọi là "churidaar".
Kameez salwar đã trở thành trang phục phổ biến nhất cho phụ nữ. Nó bao gồm quần dài (salwar) thu hẹp ở mắt cá chân, bên trên là áo choàng cổ (kameez). Phụ nữ thường mang một dupatta hoặc odani (Veil) với salem kameez để che đầu và vai của họ. Nó luôn luôn được đeo với một chiếc khăn gọi là dupatta, được sử dụng để che đầu và kéo qua ngực.
Chất liệu cho dupatta thường phụ thuộc vào bộ quần áo, và nói chung là bông, vải địa kỹ thuật, lụa, chiffon trong số những thứ khác. Trang phục này được mặc bởi hầu hết các cô gái tuổi teen thay cho quần áo phương Tây. Nhiều nữ diễn viên mặc kameez salwar trong phim Bollywood.
Suthan, tương tự như salwar, phổ biến ở Sindh, nơi nó được đeo với cholo và Kashmir, nơi nó được đeo với Phiran. Phila Kashmiri cũng tương tự như pajamma Dogri. Các salvia patiala là một phiên bản rộng phóng đại của salwar, nếp nhăn của nó khâu lại với nhau ở phía dưới.

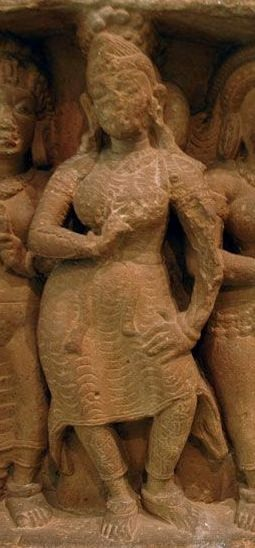
Dáng cổ xưa của Chuidar được mặc trong thời kì Gupta.

#### Churidaar
Churidaar là một biến thể trên salwar, lỏng lẻo trên đầu gối và gắn chặt vào bê dưới đây. Trong khi sarwar là baggy và bị mắc kẹt ở mắt cá chân, churidar phù hợp dưới đầu gối với tập hợp ngang gần mắt cá chân. Các churidaar có thể được đeo với bất kỳ may mặc trên như một kurta dài, mà đi dưới đầu gối, hoặc là một phần của phù hợp với anarkali.
Bộ anarkali được tạo thành từ một cái áo dài, có kiểu dáng nam châm và có một thanh đúc được trang bị gọn gàng. Anarkali là một kiểu cực kỳ hấp dẫn được trang trí bởi phụ nữ ở Bắc Ấn Độ, Pakistan và Trung Đông. Bộ quần áo anarkali thay đổi theo nhiều độ dài và thêu khác nhau bao gồm cả kiểu sàn anarkali. Nhiều phụ nữ cũng sẽ lựa chọn những bộ quần áo anarkali thêu nặng hơn cho các chức năng đám cưới và các sự kiện. Phụ nữ Ấn Độ mặc quần áo anarkali vào những dịp khác nhau như lễ hội truyền thống, bữa ăn trưa bình thường, kỷ niệm ngày kỷ niệm vv Kameez của anarkali có thể là ống tay hoặc với tay áo từ nón đến cổ tay dài.

#### Lehenga Choli (váy và áo)
Ghagra Choli hoặc Lehenga Choli là quần áo truyền thống của phụ nữ ở Rajasthan và Gujarat. Punjabis cũng mặc chúng và chúng được sử dụng trong một số điệu múa dân gian của họ. Đó là sự kết hợp của lehenga, một choli chặt chẽ và một odhani. Một lehenga là một hình thức của một váy dài được pleated. Nó thường được thêu hoặc có một đường viền dày ở phía dưới. Choli là áo khoác áo choàng, được cắt cho vừa với cơ thể và có tay áo ngắn và cổ thấp.
Các phong cách khác nhau của Ghagra cholis được mặc bởi những phụ nữ, từ một chiếc khăn bông đơn giản như một bộ đồ ăn hàng ngày, một bộ gharf truyền thống với gương trang trí thường xuyên đeo trong suốt navratri cho điệu nhảy garba hoặc thêu lehenga đầy đeo trong lễ cưới của cô dâu.
Phổ biến trong số những phụ nữ không lập gia đình khác là salwar kameez là Gagra choli và Langa voni.
Pattu Pavadai/Reshme Langa

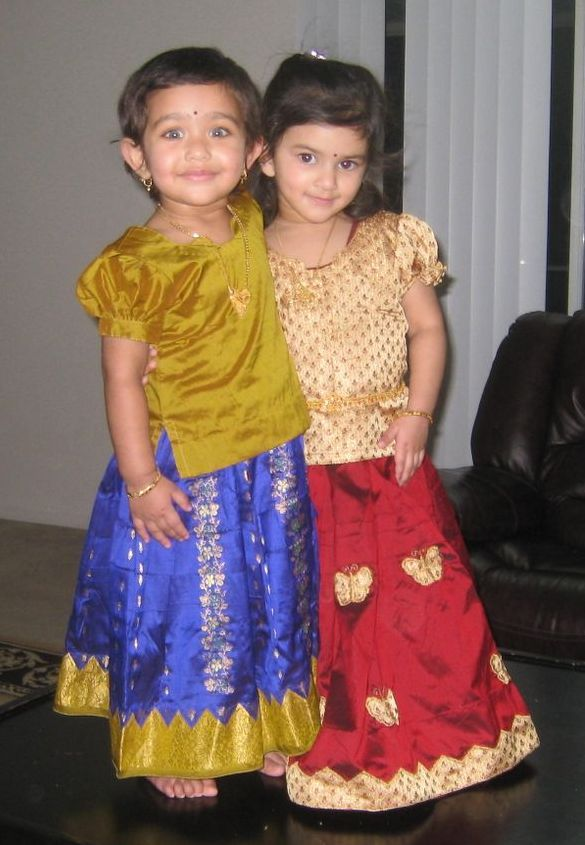
Hai bé gái mặc Pattu Pavadai

Pattu Pavadai hoặc Langa davani là một bộ trang phục truyền thống ở miền Nam Ấn Độ và Rajasthan, thường được mặc bởi các cô gái tuổi teen và nhỏ. Pavavada là một chiếc váy hình nón, thường là bằng lụa, thắt lưng từ thắt lưng đến ngón chân. Nó thường có một đường viền vàng ở phía dưới.
Các cô gái ở miền Nam Ấn Độ thường mặc pattu pavadai hoặc Langa davani trong các chức năng truyền thống. Các cô gái ở Rajasthan mặc trang phục này trước khi kết hôn (và sau khi kết hôn với sự thay đổi cái nhìn trong một phần nhất định của xã hội).
Langa - Voni/Dhavani
Đây là một loại trang phục Nam Ấn chủ yếu mặc ở Karnataka, Andhra Pradesh và Tamil Nadu, cũng như ở một số vùng của Kerala. Bộ váy này là bộ váy ba mảnh, nơi mà các langa hoặc lehanga là váy dài hình nón.

## Quần áo nam

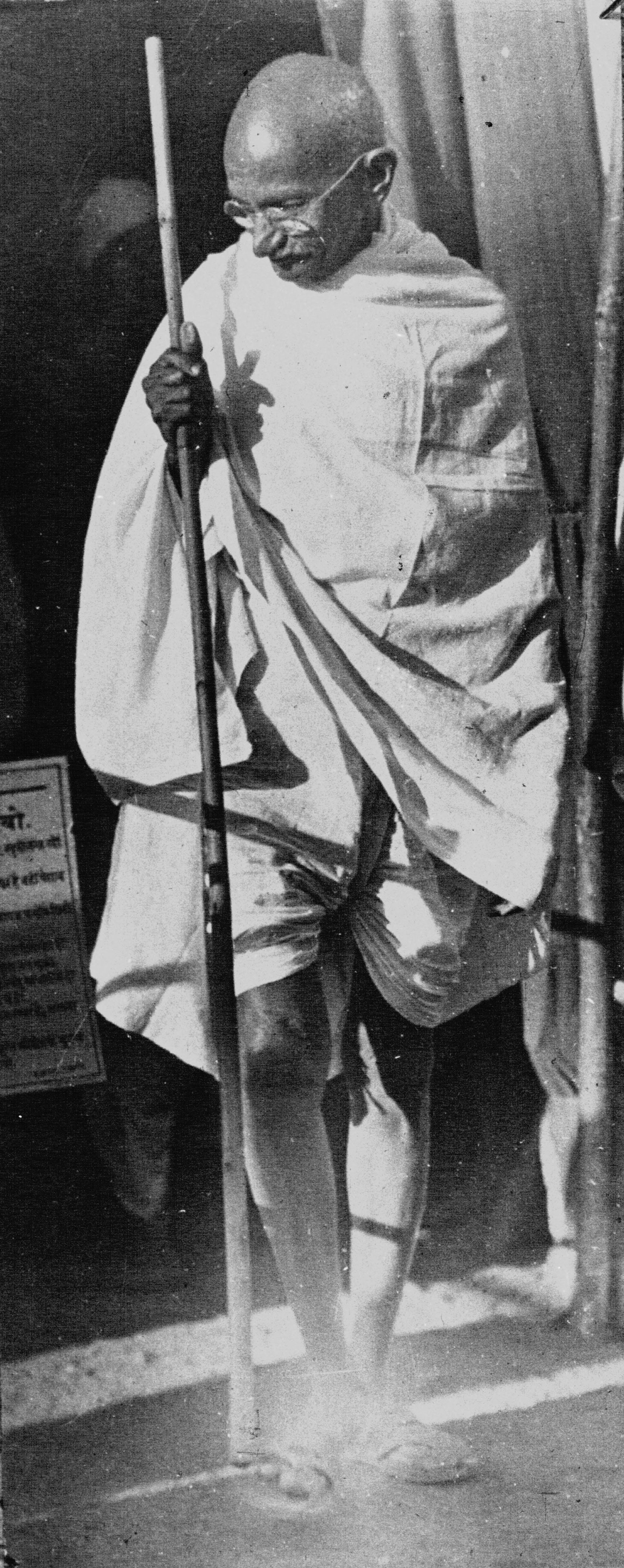
Mahatma Gandhi trong bộ dhoti truyền thống năm 1937.

### Trang phục truyền thống
Đối với nam giới, quần áo truyền thống là Achkan / Sherwani, Bandhgala, Lungi, Kurta, Angarkha, Jama và Dhoti hoặc Pajama. Ngoài ra, gần đây quần và áo sơ mi đã được chấp nhận như là trang phục truyền thống Ấn Độ của Chính phủ Ấn Độ.

#### Dhoti
Một dhoti được làm từ bốn đến sáu feet dài trắng hoặc màu sắc của bông. Bộ trang phục truyền thống này chủ yếu đeo ở nam giới. Nó được giữ ở vị trí của một phong cách gói và đôi khi với sự trợ giúp của một vành đai, trang trí và thêu hoặc phẳng và đơn giản, xung quanh eo.

Ở Ấn Độ, đàn ông cũng mặc khăn dài màu trắng, giống như tấm vải Mundu. Nó được gọi là dhotar ở Marathi. Ở các ngôn ngữ phía Bắc và Trung Ấn Độ như tiếng Hindi và Odia, chúng được gọi là Mundu, trong khi ở Telugu họ được gọi là Pancha, ở Tamil họ được gọi là veshti và ở Kannada được gọi là Panche / Lungi. Trên dhoti, đàn ông mặc áo sơ mi.

#### Panche hoặc Lungi
Một Lungi, hay còn gọi là sarong, là một loại hàng may mặc truyền thống của Ấn Độ. Mundu là một lungi, ngoại trừ nó luôn trắng. Nó có thể cuộn vào, trên eo, lên đến đầu gối hoặc được phép nằm trên và đạt đến mắt cá chân. Nó thường được cuộn vào khi người đang làm việc, trong các lĩnh vực hoặc hội thảo, và để lại mở thường như là một dấu hiệu của sự tôn trọng, nơi thờ phượng hoặc khi người xung quanh chức sắc.
Lungis, nói chung, có hai loại: lungi mở và lungi khâu. Các lungi mở là một tấm đơn giản bằng bông hoặc lụa, trong khi khâu có cả hai đầu mở của nó khâu lại với nhau để tạo thành một cấu trúc giống như ống.
Mặc dù hầu hết nam giới mặc, phụ nữ lớn tuổi cũng thích lungi với các sản phẩm may mặc khác do sự thông khí tốt. Nó phổ biến ở Nam Ấn Độ, mặc dù người Bangladesh, Brunei, Indonesia, Malaysia, Myanmar và Somalia cũng có thể nhìn thấy mặc lungis, vì nhiệt độ và độ ẩm, tạo ra khí hậu khó chịu cho quần, tuy nhiên quần đã trở nên phổ biến mặc ra đường.

#### Achkan/Sherwani

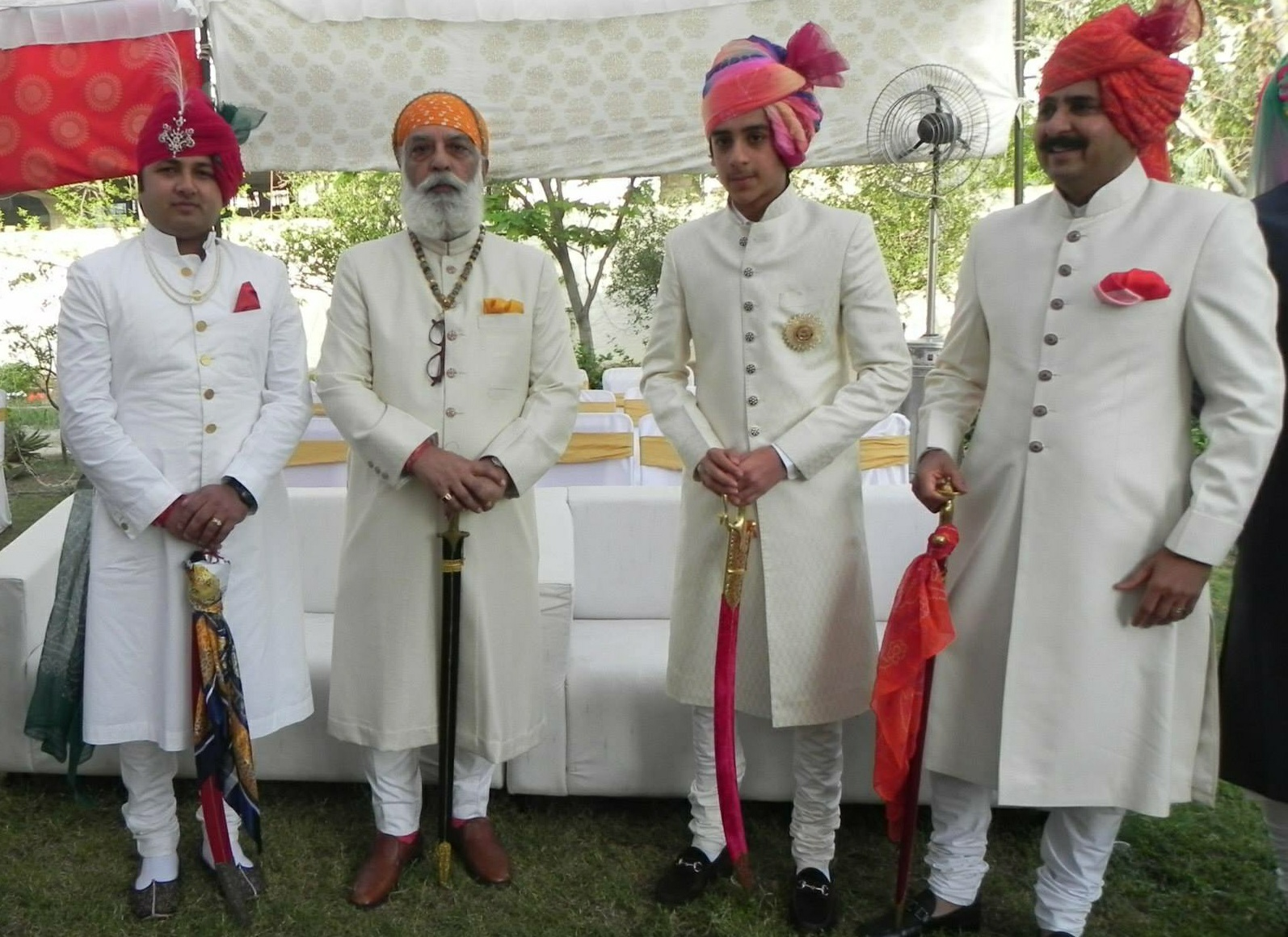
Achkan được mặc bởi những người đàn ông trong một đám cưới ở Rajasthan, Ấn Độ.

Một Achkan hoặc một Sherwani là một chiếc áo khoác / áo khoác dài, thường xuyên mang các nút phơi ra ngoài qua chiều dài của áo khoác. Chiều dài thường là dưới đầu gối và áo khoác kết thúc ngay dưới đầu gối. Áo khoác có cổ áo Nehru, cổ áo đứng lên. Achkan được mặc với quần hoặc quần hợp chặt chẽ được gọi là churidars. Churidars là quần dài quanh hông và đùi, nhưng rất chặt chẽ và tập trung quanh mắt cá chân. Achkan thường được mặc trong lễ cưới của chú rể và thường là màu kem, ngà voi nhẹ hoặc vàng. Nó có thể được thêu bằng vàng hoặc bạc. Một chiếc khăn gọi là dupatta đôi khi được thêm vào achkan.

#### Bandhgala
Một Jodhpuri hoặc Bandhgala là một bộ quần áo buổi tối chính thức từ Ấn Độ. Nó có nguồn gốc ở bang Jodhpur, và được phổ biến rộng rãi trong thời gian của Vương quốc Anh ở Ấn Độ. Còn được gọi là Jodhpuri Suit, nó là một sản phẩm phù hợp với phong cách phương Tây, với một chiếc áo khoác và quần tây, đôi khi đi kèm với một áo gi lê. Nó kết hợp cắt tây với thêu tay Ấn Độ được hộ tống bởi chiếc áo khoác eo. Nó phù hợp cho các dịp như đám cưới và các cuộc tụ họp chính thức.
Chất liệu có thể là lụa hoặc bất kỳ vật liệu trang phục khác. Thông thường, vật liệu được lót ở cổ áo và ở các nút với thêu. Đây có thể là nguyên liệu thô, jacquard hoặc jamewari. Thông thường, chất liệu của quần cũng sẽ là chất liệu của áo khoác. Cũng có một xu hướng mặc quần dài tương phản để phù hợp với màu áo khoác. Bandhgala nhanh chóng trở thành một bộ đồng phục chính thức và bán chính thức nổi tiếng trên khắp Rajasthan và cuối cùng là khắp Ấn Độ.

#### Angarkha

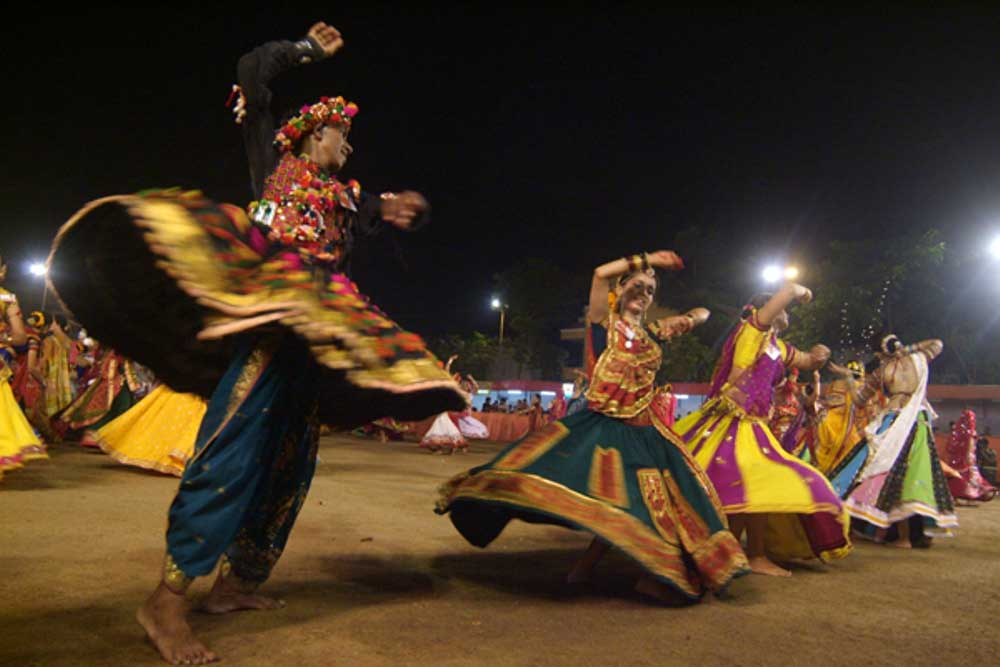
Vũ công Garba, Ahmedabad. Ở phía bên trái là một vũ công nam trong bộ Gujarati Angarkha.

Thuật ngữ angarkha có nguồn gốc từ chữ Phạn ngữ Aṅgarakṣaka, có nghĩa là bảo vệ cơ thể. Angarkha đã được mặc ở nhiều vùng khác nhau của Tiểu Lục địa Ấn Độ, nhưng trong khi những đường may cơ bản vẫn giữ nguyên, kiểu dáng và chiều dài khác nhau giữa các vùng. Angarakha là một loại hàng may mặc truyền thống được mặc ở Tiểu Lục địa Ấn Độ chồng lên nhau và được gắn với vai trái hoặc phải. Về mặt lịch sử, Angrakha là một trang phục tòa án mà một người có thể quấn quanh mình, cho phép dễ dàng linh hoạt với các dây buộc và dây buộc thích hợp để mặc trong các lãnh địa khác nhau của Ấn Độ cổ đại.
Sari jama Jama là một bộ áo khoác dài phổ biến trong thời Mughal. Có rất nhiều loại trang phục jama được mặc ở các vùng khác nhau của Nam Á, việc sử dụng đã bắt đầu giảm đi vào cuối thế kỷ 19. Tuy nhiên, đàn ông ở các vùng của Kutch vẫn mặc jama còn được gọi là angarkha có mở bất đối xứng với váy ló ra xung quanh hông. Tuy nhiên, một số kiểu dài xuống dưới đầu gối.

### Headgear

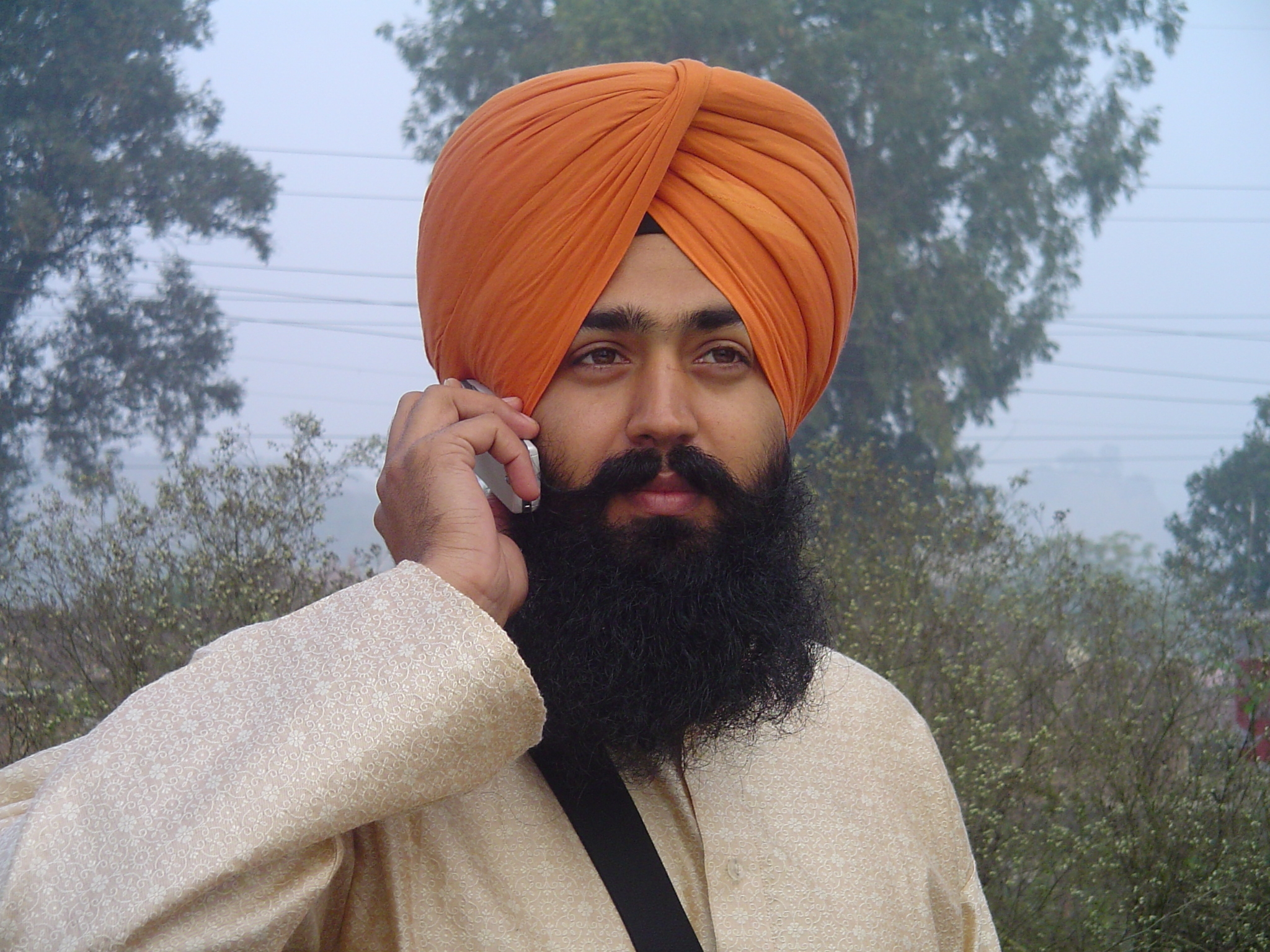
Một người Sikh đang mang dastar.

Khăn quàng Ấn Độ hoặc pagri được mang ở nhiều vùng trong nước, kết hợp nhiều kiểu dáng và kiểu dáng khác nhau tùy thuộc vào địa điểm. Các loại mũ khác như Taqiyah và Gandhi được mặc bởi các cộng đồng khác nhau trong nước để biểu thị một hệ tư tưởng chung.

#### Dastar
Dastar, còn được gọi là pagri, là một chiếc khăn do cộng đồng Sikh của Ấn Độ mặc. Là một biểu tượng của đức tin đại diện cho các giá trị như sự dũng cảm, danh dự và tâm linh giữa những người khác. Nó được đội để bảo vệ mái tóc dài, chưa cắt của Sikh, Kesh là một trong năm Ks của đạo Sikh. Trong những năm qua, bản khắc đã phát triển thành các phong cách khác nhau liên quan đến các phái khác nhau của đạo Sikh như Nihang và Namdhari.

#### Pheta
Pheta là tên của Marathi cho khăn được đội ở bang Maharashtra. Nó thường được đội trong các buổi lễ truyền thống. Đây là phần bắt buộc của quần áo trong quá khứ và đã phát triển thành nhiều phong cách khác nhau ở các vùng khác nhau. Các loại chính là Puneri Pagadi, Kolhapuri và Mawali pheta.

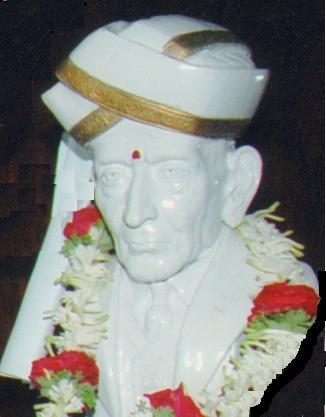
Mysore Peta truyền thống trên tượng của M. Visvesvaraya.

#### Mysore Peta
Được các vua của Mysore mặc trong cuộc họp chính thức ở durbar và trong các cuộc diễu hành nghi lễ trong các lễ hội, và gặp các quan chức nước ngoài, Mysore peta đã trở thành biểu tượng cho truyền thống văn hoá của quận Mysore và Kodagu. Đại học Mysore thay thế các tấm vữa thông thường được sử dụng trong các buổi lễ tốt nghiệp với peta truyền thống.

#### Rajasthani safa
Turbans ở Rajasthan được gọi là pagari hoặc "safa". Chúng có đặc điểm về kiểu dáng và màu sắc, đồng thời chỉ ra đẳng cấp, đẳng cấp xã hội và vùng của người mặc. Ở vùng nóng và khô, tua lớn và lỏng lẻo. Các paggar là truyền thống trong Mewar trong khi safa là Marwar. Màu sắc của pagaris có tầm quan trọng đặc biệt và chính bản thân pagari cũng vậy. Trong quá khứ, nghệ tây đã đại diện cho sự dũng cảm và nghĩa cử hiệp sĩ. Một chiếc khăn bện trắng được đặt để tang. Việc trao đổi một turban có nghĩa là tình bạn bất tận.

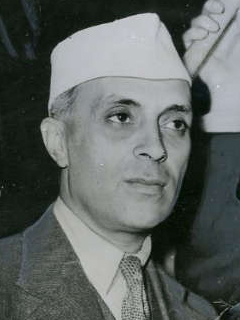
Jawaharlal Nehru mang mũ Gandhi năm 1946.

#### Mũ Gandhi
Mũ Gandhi, mũ màu trắng làm từ khadi được Mahatma Gandhi thường dùng trong phong trào độc lập Ấn Độ. Việc đội mũ Gandhi đã được thực hiện ngay cả sau khi độc lập và trở thành một truyền thống biểu tượng cho các chính trị gia và các nhà hoạt động xã hội. Mũ này đã được đội trong suốt lịch sử ở nhiều tiểu bang như Gujarat, Maharashtra, Uttar Pradesh và Tây Bengal và vẫn còn được đội bởi nhiều người mà không có ý nghĩa chính trị. Vào năm 2013, mũ Gandhi giành lại được biểu tượng chính trị của mình thông qua Đảng Aam Aadmi, với dòng chữ "Tôi là một người đàn ông thông thường" viết trên nó. Điều này một phần bị ảnh hưởng bởi mũ "Tôi Là Anna" được sử dụng trong phong trào Lokpal của Anna Hazare. Trong cuộc bầu cử Lập pháp của New Delhi vào năm 2013, những mũ này đã dẫn đến cuộc cãi lộn giữa Đảng Aam Aadmi và các nhân viên của Quốc hội, dựa trên lý do mà các lá thư Gandhi đã được sử dụng vì những lợi ích chính trị.

## Quần áo đương đại
Trong những năm 1960 và 1970, cùng thời điểm với thời trang phương Tây đã thu nạp các yếu tố của trang phục Ấn Độ, thời trang Ấn Độ cũng bắt đầu tích cực thu nạp các yếu tố của trang phục phương Tây. Trong suốt những năm 1980 và 1990, các nhà thiết kế người phương Tây đã nhiệt tình kết hợp các hàng thủ công, hàng dệt và kỹ thuật truyền thống của Ấn Độ vào công việc của họ cùng thời điểm với các nhà thiết kế Ấn Độ cho phép phương Tây ảnh hưởng đến công việc của họ. Vào khoảng thế kỷ 21, cả quần áo phương Tây và Ấn Độ đã tạo ra một phong cách độc đáo của quần áo cho dân số Ấn Độ điển hình đô thị. Phụ nữ bắt đầu mặc quần áo thoải mái hơn và tiếp xúc với thời trang quốc tế đã dẫn tới sự kết hợp giữa phong cách trang phục phương Tây và Ấn Độ. Sau khi tự do hóa kinh tế, nhiều việc làm đã mở ra, và tạo ra một nhu cầu mặc chính thức. Mặc dù phụ nữ có thể mặc trang phục phương Tây hoặc trang phục truyền thống để làm việc nhưng hầu hết các công ty đa quốc gia của Ấn Độ lại nhấn mạnh rằng nhân viên nam mặc trang phục phương Tây.
Quần áo nữ ở Ấn Độ ngày nay bao gồm cả trang phục trang trọng và giản dị như áo choàng, quần, áo sơ mi và áo. Quần áo truyền thống Ấn Độ như kurti đã được kết hợp với quần jean để tạo thành một bộ trang phục giản dị. Các nhà thiết kế thời trang ở Ấn Độ đã trộn lẫn một số yếu tố của thiết kế truyền thống Ấn Độ vào quần áo truyền thống của phương Tây để tạo ra một phong cách độc đáo của thời trang Ấn Độ hiện đại.